# Coccoloba buchii
Coccoloba buchii är en slideväxtart som beskrevs av Oswald Schmidt. Coccoloba buchii ingår i släktet Coccoloba och familjen slideväxter. Inga underarter finns listade i Catalogue of Life.